# 알에프텍
주식회사 알에프텍(영어: RF Tech)은 대한민국의 무선 통신장비 기업이다.